# Владислав Андерс
Влади́слав Алберт А́ндерс (на полски: Władysław Albert Anders) е полски военен, руски имперски офицер от Първата световна война от полски произход, после полски генерал, участвал във Втората световна война в състава на британските сили, командир на 2-ри полски корпус, участник в освободителните действия на Апенинския полуостров и битката за Монте Касино; главнокомандващ полските въоръжени сили на Запад.

## Биография
Роден е на 11 август 1892 година в Блоне край Кутно, Варшавска губерния, Руската империя (дн. в Полша). Баща му Алберт Андерс, агроном по образование, работи като управител на имения. Майка му Елжбета (произхождаща от балтийските немци) е по баща Таухерт. Владислав има 3 братя.
Завършва средното си образование във Варшава. През 1911 г. отива в Рига, за да следва в тамошната политехника пътно инженерство. Записва се в академичната корпорация „Аркония“. През 1914 г., веднага след завършването на политехниката, е призован в руската царска армия. Завършва кавалерийска школа за офицери. Вече в началото на Първата световна война е изпратен в Трети драгунски полк с чин поручик. Проявява голяма храброст и отлични бойни качества. Раняван, награждаван. Като отличил се офицер е изпратен в Генералщабната академия в Петроград. Завършва я в навечерието на Февруарската революция от 1917 година. Получава дипломата си лично от последния руския цар – Николай Втори, в Царское село.
Ентусиазираният (като всички поляци) от възможностите, откриващи се след революцията, Андерс се насочва към формирания от Временното правителство Национален полски корпус, където постъпва като доброволец. Скоро след това става улан в Първи креховецки полк, в чието формиране участва. В годините 1917–18 генерал-майор Юзеф Довбор-Мусницки го назначава за началник-щаб на Седма полска стрелкова дивизия в състава на полската войска. На този пост го заварва Октомврийската революция. След сключването на Брест-Литовския мир (март 1918 г.) Седма дивизия бива разформирована, а пленените от немците Мусницки и Андерс се завръщат в Полша. След Ноемврийската революция в Германия Довбор-Мусницки застава начело на формираната в Познан въстаническа Великополска армия и назначава Андерс за свой началник-щаб. В качеството си на подполковник последният се бие с немците до момента, в който Познанска област влиза в независима Полша (февруари 1919 г.). През същата година генерал Довбор-Мусницки обявява война на болшевишкото правителство. По време на бойните действия Андерс – по онова време командир на Петнадесети познански улански полк – се бие срещу Червената армия. Качествата му на отличен стратег и смел командир са забелязани и от полските му началници, и от тези в Червената армия. По време на боевете войниците му изминават труден път, който води през Минск и Бобруйск до Ивахович, където на 29 юли той бива ранен. Войниците му превземат Минск, преследвайки разбитите болшевишки части.
На 16 януари те се завръщат триумфално в Познан, отново под командването на Андерс. Няколко месеца по-рано той се е завърнал в своята част. През октомври 1921 г. – след сключването на Рижкия мир между Полша и РСФСР – Андерс е изпратен в École Supérieure de Guerre в Париж и две години по-късно завършва школата. В Париж той минава и стаж в някаква войскова част. През 1924 г. се завръща в Полша и става научен директор на курсовете за висши военни командни кадри във Варшава. На 1.XII. е повишен в чин полковник. Година по-късно формира екип от ездачи, успели като победители на конните състезания в Ница да получат Купата на народите. През 1925 г. става комендант на Варшава, а през 1926 г. – началник-щаб на Генералния инспекторат на кавалерията. По време на майския преврат на Плисудски той командва правителствените войски срещу превратаджиите. При установяване на новия режим това се отразява негативно върху хода на кариерата му. До началото на Втората световна война той остава с чин командир на кавалерийска бригада – от 1928 година – на Волинската, а от 37-а – на Новогрудската. В началото на Втората световна война командва последната.
Скоро след започване на войната бригадата на Андерс се слива с останалите две полски дивизии и образува оперативната кавалерийска група „Андерс“. Самият Андерс – вече бригаден генерал (от 01.I.1934 г.) – се сражава в района на Полоцк и югоизточно от Варшава, а след полското поражение там се изтегля към Лвов. На 22 септември атакува успешно настъпващите немци. На 24-ти опитва да пробие обкръжението и да се изтегли в Унгария, като продължи към Франция. Обаче съветските войски разбиват групата му и на 29 септември генералът попада в плен при Сомбор. Първоначално се лекува в полската болница в Лвов (ранен е), след това го откарват в Бригитки (лвовски затвор, където е малтретиран физически и с глад), а през декември – във вътрешния затвор на НКВД на улица „Лубянка“. Престоява там до август 1941 г., без да се поддаде на опитите да бъде накаран да се включи в Червената армия. На 4 август 1941 Андерс се озовава в кабинета на Берия. Последният лично му съобщава, че е назначен от базираното в Лондон Полско правителство в изгнание за командващ Полската армия в СССР. На 11 август е произведен в чин дивизионен генерал. Съгласно пакта Сикорски-Майски (подписан на 30 юли в Лондон), той трябва да сформира армия от превърнатите насилствено през 1939 г. в съветски граждани поляци, т.е. предимно от средите на арестуваните и депортирани в СССР граждани от Източна Полша. Успява резултатно да проведе преговори, довели до освобождаване на хиляди негови сънародници от затворите и лагерите на Колима, Старобелск, Урал, Воркута, от самата „Лубянка“. За цивилното население също има амнистия. Влакове, претъпкани с амнистирани мъже, жени и деца се насочват към гара Куйбишев. Андерс се отнася отрицателно към съветския режим. В полско-съветския военен договор от 14 август 1941 г. той вижда само едно необходимо временно зло. Възнамерява (и в голяма степен успява) да освободи от властта на Сталин колкото може повече поляци и да ги изведе на Запад. Генерал Сикорски – премиер на Полското правителство в изгнание – е по-лоялно настроен към новия си съюзник. Той държи да има полски войски на всички фронтове. Андерс се противи на това и успява, с помощта на Чърчил и през главата на Сикорски, да осъществи своите намерения. Роля на катализатор изиграва въпросът за изчезването на полските офицери, арестувани през 1939 г. от съветските власти, за които Андерс повдига въпроса на най-високо място в началото на 1942 г. Сталин отговаря, че ги бил пуснал и те били избягали „най-вероятно в Манджурия“. Въпросът се изяснява през април същата година, когато немското радио съобщава за намерени на територията на Катинската гора общи полски гробове. Официално Андерс настоява поляците да бъдат прехвърлени в Иран заради по-топлия климат и по-добрите възможности за снабдяване от британска страна. Убеждава Сталин, че след като бъде сформирана и обучена, полската армия щяла да се върне в СССР.
Евакуирането на „Армията на Андерс“ в Иран се провежда от пролетта на 1942 г. до 1 септември същата година. (Това не важи за целия ѝ състав. НКВД задържа в пределите на СССР полските евреи и други национални малцинства). Но Андерс успява да изведе заедно с войниците си от пределите на СССР и около 20 000 граждани, част от които откриват мобилизираните в армията свои близки. Семействата се събират в Бузулук (бивша Самарска губерния) и в това се проявява и чисто човешкият аспект на политическите и организационни усилия на генерал Андерс. От 12 август 1942 г. официалното название на армията е „Полска армия на Изток“. В състава ѝ влизат 3-та, 5-а (командвана лично от Андерс като най-боеспособна), 6-а и 7-а пехотни дивизии, а също и 12-и улански полк. От 21 юли 1943 г. армията е преобразувана във „II Полски корпус“ в състава на британската армия, командван от Андерс в качеството му на генерал-лейтенант. (За главнокомандващ той е назначен на 19 август същата година). Общата численост на армията е около 50 000 души. (Според други данни – 80 000 души). В състава ѝ влизат: Трета карпатска пехотна дивизия (две стрелкови бригади и улански полк), Пета кресова пехотна дивизия (две пехотни бригади и улански полк), Втора полска бронетанкова бригада (два бронетанкови и един улански полк), Втори артилерийски корпус (3 артилерийски полка, един противотанков и два противовъздушни полка); отделно има улански полк, десантно-диверсионна рота и различни дребни подразделения. Първоначално поляците са дислоцирани в Ирак, а след това – в Палестина и Египет. (Именно в Палестина към Андерс се присъединява Трета карпатска дивизия, базирана дотогава в Ливан, отбранявала Тобрук от Ромел и по-дребните полски формирования, служещи в британската армия, а първоначално – в Чуждестранния легион). От декември 1943 г. до април 1944 г. всички нейни части биват прехвърлени в Италия. Там бързо се прочуват с пробива на Линията „Густав“, прикриваща Рим от юг. Многодневните кръвопролитни боеве завършват на 18 май 1944 г. със завземане на ключовия пункт на немските укрепления – манастира Монте Касино. След това Втори полски корпус е прехвърлен на Адриатическия фронт и взема участие в боевете при Анкона и Линията на готите. Корпусът завършва бойния си път през април 1944 г. със завземането на Болоня.
Междувременно Андерс все по-често отива до Лондон и все по-често взема участие в събитията там. Противник е на политиката на Станислав Миколайчик. Бурна емоционална реакция у Андерс предизвиква фактът, че на практика Източните полски покрайнини са изгубени за Полша от преговарящите дипломати, за да бъдат включени те в териториите на СССР под названието „Западна Украйна“. Смяната на премиера на Полското правителство в изгнание генералът приема със задоволство. Оттогава насочва критиката си към западните съюзници, като остава непримирим към изврътливите им и некоректни обещания. Геройските боеве за Монте Касино правят от Андерс най-популярният полски генерал, но последователният му антикомунизъм и безкомпромисен патриотизъм го превръщат в най-неудобния.
След Ялтенската конференция от 1945 г. между Андерс и тогавашния британски премиер Уинстън Чърчил (предложил на Сталин още в Техеран следвоенната съветско-полска граница да минава по „Линията Кързън“), избухва драматичен конфликт. По повод решенията на конференцията генералът изказва становището, че щяло да е най-добре във формиращото се Временно правителство да влезнат само комунисти, та светът по-добре да разбере намеренията им. Британският премиер хвърля вината върху поляците и добавя извънредно оскърбителната забележка: „Ние имаме достатъчно войници днес. Вашата помощ не ни е нужна. Можете да си изтеглите дивизиите. Ще се справим и без тях“.
От 26 февруари до 25 юни 1945 г. Андерс изпълнява ролята на върховен вожд и генерален инспектор на полските въоръжени сили. До 1945 г. (когато бива освободен от плен командващият Армия Крайова генерал Бур-Комаровски) е главнокомандващ на Полските въоръжени сили на Запад. На 7 май разпуска организацията NIE и създава базата AK-NIE (с командир Ян Жепецки) с идеята за евентуално военно противодействие на СССР и на Временното правителство в Република Полша). Успява да издейства отмяна на готвената от британското правителство насилствена репатриация на войниците му. Завърналите се в РП го правят доброволно.
През 1946 г. следвоенните полски власти отнемат на Андерс полското гражданство и той остава да живее в Лондон. Заемал е поста вицепрезидент на Полското правителство в изгнание и председател на Държавната хазна в изгнание. В 1954 влиза в Съвета на тримата – ръководен орган на полската емиграция (другите двама са ген. Бур-Комаровски и Едуард Рачински). На 16 май 1954 г. получава чин армейски генерал.
Умира на 12 май 1970 година в Лондон. Съгласно последната му воля тялото му е пренесено и погребано в гробището на Монте Касино – до падналите за освобождението му полски войници. Мемоарите си за годините 1939–1946 излага в книта „Bez ostatniego rozdziału“ („Без последната глава“).

## Личен живот
Владислав Андерс има два брака. От първия – с Ирена Мария Йордан-Краковска – има дъщеря Анна (автор на книгата „Баща ми – генерал Андерс“) и син Йежи. От втория – с Ирена Рената Богданска – има дъщеря Анна-Мария.

## Ордени и отличия
Списък на по-важните ордени и медали:
- ПОЛША

Орден на Белия орел;
Орден „Virtuti Militari“ IV степен;
4-кратно награждаван с Кръст за храброст (3 кръста са от Полско-съветската война, а един – за Отбранителната от 1939);
Кръст на Независимостта;
Командорски кръст на Ордена на Възраждане на Полша;
Златен кръст За заслуги (с мечове);
Медал „На войската“;
Кръст на Армия Крайова;
Кръст „Монте Касино“;
- РУСКА ИМПЕРИЯ

Орден „Свети Георги“ IV степен;
Орден „Свети Владимир“ (с мечове и лента);
Ордени „Света Анна“ (с мечове) II, III и IV степен;
Орден „Свети Станислав“ (с мечове) II и III степен;
- САЩ

Орден „Легион за заслуги“;
Орден „Лафайет“;
- ВЕЛИКОБРИТАНИЯ

Орден на банята
- ФРАНЦИЯ

Орден на Почетния легион III степен;
Военен кръст с палма;
Военен кръст;
- ИТАЛИЯ

Орден „св. Маврикий и св. Лазар“;
Военен кръст „За военни заслуги“;
- ЧЕХОСЛОВАКИЯ

Орден на Белия лъв
- ЮГОСЛАВИЯ

Командорски кръст „Свети Сава“
- МАЛТА

Кръст „Ал Мерито дел Соврано“
- ИРАН

Орден „Хумаюн“ I степен